# Rosa taiwanensis
Rosa taiwanensis — вид рослин з родини розових (Rosaceae); ендемік Тайваню.

## Опис
Кущ виткий. Гілочки стрункі. Колючки розкидані, гачкуваті. Листки включно з ніжками 5–15 см завдовжки; прилистки на 1/2 прилягають до ніжки, вільні частини від трикутних до лінійних, край війчасто-пилчастий, залозисто-запушений, верхівка загострена; ребра й ніжки здебільшого голі, але мало колючі та рідко коротко залозисті; листочків 5–7, еліптичні або яйцюваті, 1.5–3.6 × 0.8–1.5 см, обидві поверхні голі або мало-запушені вздовж серединної жилки, основа від тупої до гострої, край пилчастий, особливо у верхній 1/2, верхівка гостра або від загостреної до тупої. Суцвіття багатоквіткове. Квітка ≈ 2.5 см у діаметрі; квітоніжка ≈ 1 см, запушена і коротко залозиста; приквітки лінійні, край війчастий. Чашолистків 5, опадні, коротші за пелюстки, яйцювато-довгасті, знизу запушені, залозисті, зверху запушені, край цілий або зрідка з невеликими, лінійними частками, вершина гостра. Пелюстків 5, білі, широко-яйцюваті, верхівка виїмчаста. Плоди шипшини червоні, кулясті, діаметром 6–8 мм.

## Поширення
Ендемік Тайваню.
Населяє гірські хребти; нижче 2500 м.